# تپه حیاط غیب
تپه حیاط غیب مربوط به هزاره اول قبل از میلاد است و در شهرستان خدابنده، بخش سجاسرود، روستای اسپرین واقع شده و این اثر در تاریخ ۷ مهر ۱۳۸۱ با شمارهٔ ثبت ۶۲۶۴ به‌عنوان یکی از آثار ملی ایران به ثبت رسیده است.